# Stadtschnellbahn

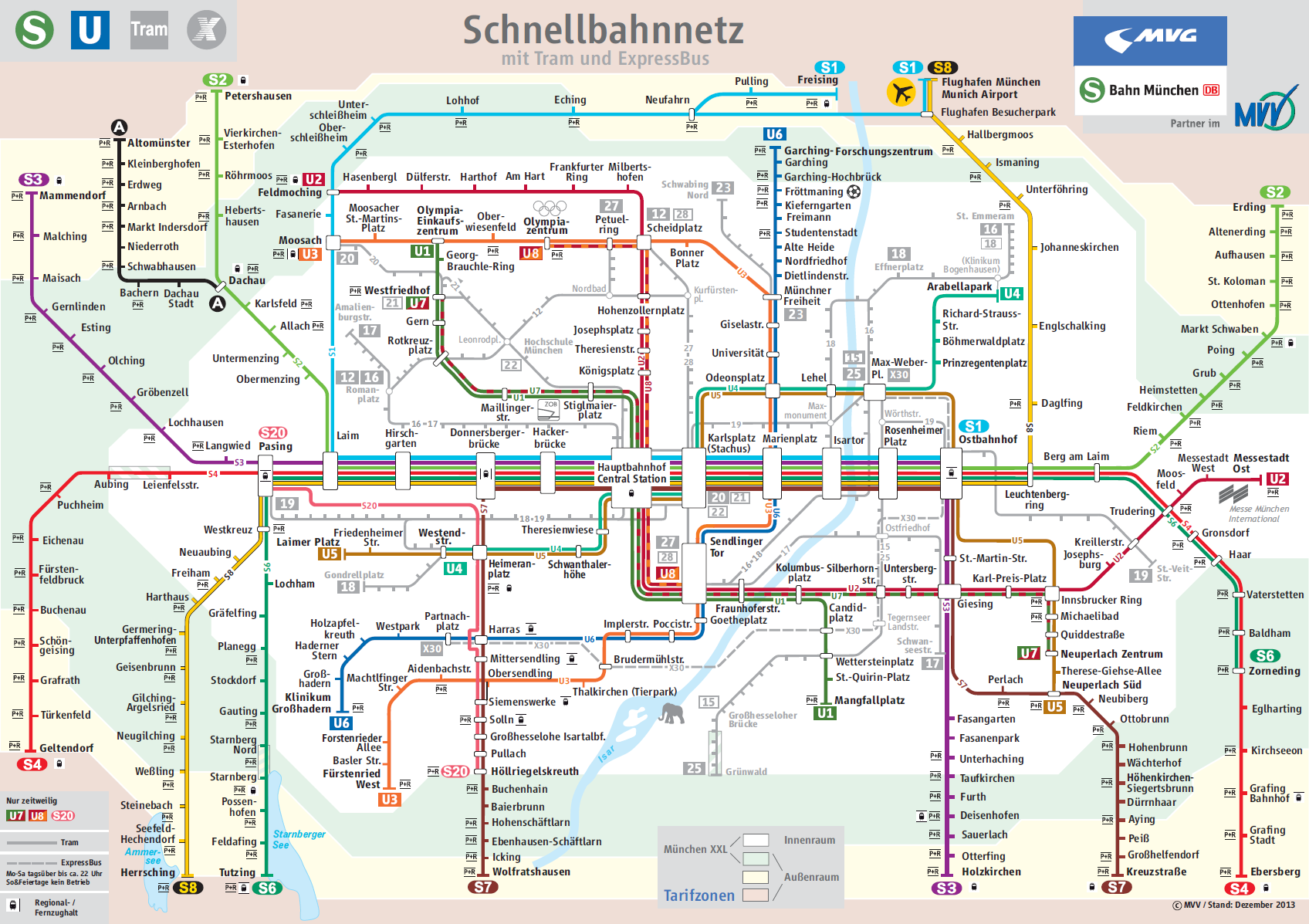
Münchens Schnellbahnnetz, bestehend aus S-Bahn und U-Bahn

Eine Stadtschnellbahn, teilweise auch kurz Schnellbahn, ist ein leistungsfähiges Bahnsystem zur Abwicklung des Personennahverkehrs in Großstädten und Ballungsräumen, das unabhängig vom Straßenverkehr geführt wird. Stadtschnellbahnen zeichnen sich durch eine dichte Zugfolge und hohe Reisegeschwindigkeiten aus. In Deutschland werden Stadtschnellbahnen nach der Eisenbahn-Bau- und Betriebsordnung (EBO) als S-Bahn oder nach der Straßenbahn-Bau- und Betriebsordnung (BOStrab) als U-Bahn betrieben.
Dabei ist nicht jede S-Bahn als Stadtschnellbahn zu klassifizieren, da die Bezeichnung „S-Bahn“ auch für eher regionale Netze wie die S-Bahn Mitteldeutschland genutzt wird. Eine Stadtschnellbahn kreuzt andere Verkehrswege meist höhenfrei, in seltenen Fällen auch höhengleich mit einem Bahnübergang.
Im Vergleich zu anderen städtischen Verkehrsmitteln wie Bus oder Straßenbahn haben Stadtschnellbahnen größere Haltestellenabstände und eine höhere Beförderungsleistung. Sie dienen der schnellen Verbindung von Umsteigeknoten und Schwerpunkten hohen Fahrgastaufkommens.

## Sicherungstechnik
Die dichte Zugfolge von Stadtschnellbahnen bedingt einige Besonderheiten gegenüber dem sonstigen Eisenbahnverkehr. Typischerweise erfolgt die Freimeldung der Gleise durch entsprechende Gleisfreimeldeanlagen und die Zugfolgeregelung durch selbsttätigen Streckenblock. Gegenüber der Fernbahn wird die Streckenleistungsfähigkeit oft durch kürzere Blockabschnitte oder durch Nachrücksignale gesteigert. Die Fahrstraßen der Züge werden meist automatisch durch Zuglenkanlagen gestellt.
Aufgrund der weitgehenden Kreuzungsfreiheit und bereits erfolgten stärkeren Automatisierung bieten Stadtschnellbahnen oft günstige Voraussetzungen für vollautomatisches Fahren ohne Fahrer.